# Onlay
Onlay is een gemeente in het Franse departement Nièvre (regio Bourgogne-Franche-Comté) en telt 162 inwoners (2009). De plaats maakt deel uit van het arrondissement Château-Chinon (Ville).

## Geografie
De oppervlakte van Onlay bedraagt 19,9 km², de bevolkingsdichtheid is 8,3 inwoners per km².
De onderstaande kaart toont de ligging van Onlay met de belangrijkste infrastructuur en aangrenzende gemeenten.

## Demografie
Onderstaande figuur toont het verloop van het inwonertal (bron: INSEE-tellingen).